# Казанова (Ђенова)
Казанова је насеље у Италији у округу Ђенова, региону Лигурија.
Према процени из 2011. у насељу је живело 314 становника. Насеље се налази на надморској висини од 306 м.